# NGC 614
NGC 614 este o galaxie lenticulară situată în constelația Triunghiul. Este posibil să fie aceeași galaxie ca NGC 618 (NGC 627). A fost descoperită în 13 septembrie 1784 de către William Herschel. De asemenea, a fost observată încă o dată de către John Herschel.